# Suðuroy
Suðuroy ('Zuidereiland', IPA: [ˈsuːvʊrɔɪ/ˈsuːrɪ], Deens: Suderø) is het zuidelijkst gelegen eiland van de Faeröer. Wat betreft oppervlakte staat het op de vierde plaats, na Streymoy, Eysturoy en Vágar.
Suðuroy vormt een zogenoemde sýsla (regio) van de Faeröer. Tot deze sýsla behoort ook het voor de noordoostkust van Suðuroy gelegen onbewoonde eiland Lítla Dímun. Tussen beide eilanden ligt de zeestraat Suðuroyarfjørður, de Zuidereilandfjord, die echter eigenlijk een sund is en die Suðuroy van de rest van de archipel scheidt.

## Geografie
|  |
|  |

De meeste dorpen op Suðuroy liggen aan de oostkust. De westkust rijst daarentegen steil uit zee op. Hier zijn de zeevogelkolonies op de kliffen relatief gemakkelijk te bereiken.
De belangrijkste plaats, afgezien van Tvøroyri (inclusief Froðba en Trongisvágur 1711 inwoners(2006)) met zijn lintvormig aaneengegroeide bebouwing langs de Trongisvágsfjørður, is het dorp Vágur (1405 inwoners (2006)). Dit ligt 25 km rijden ten zuiden van Tvøroyri en dient niet te worden verward met het eiland Vágar.
In het noordelijk deel van het eiland bevinden zich de vissersdorpen Sandvík en Hvalba. Beide dorpen liggen aan een diepe zandige baai. Van hieruit is er een goed uitzicht op het kleinste en een van de twee onbewoonde eilanden van de eilandengroep: Lítla Dímun, dat aan de als harde werkers bekendstaande boeren van Hvalba toebehoort. Vanuit Sandvík is een indrukwekkend deel van de steil aflopende westkust eenvoudig te bereiken.
Porkeri ten oosten van Vágur geldt als een van de schilderachtigste plaatsen op de Faeröer. In Hov, net ten noorden van Porkeri woonde ooit de Gode (soort hoofdman) Havgrímur. Zijn grafheuvel is een overblijfsel uit de Faeröerse Vikingtijd. In Fámjin aan de westkust hangt niet alleen de alleroudste vlag van de Faeröer, maar wordt door de aanwezigheid van de Fámjinssteinur, een runensteen uit de 16e eeuw aangetoond dat het runenschrift hier na de reformatie nog in gebruik was.
De bij Sumba in zee gelegen rots Sumbiarhólmur vormt de zuidelijke afsluiting van de Faeröer. De omgeving van de vuurtoren van Akraberg kan worden aangemerkt als de zuidelijkste plek op het Zuidereiland zelf. Ooit woonde hier een afgezonderde groep Friezen, waarvan wel werd beweerd dat het piraten of niet bekeerde heidenen waren. Het volgende land op dezelfde lengtegraad zijn pas weer de Schotse Hebriden, die door de Faeröerders Suðuroyggjar (Zuidereilanden) worden genoemd. In de Faeringersage komt een Einar van de Zuidereilanden voor, die weliswaar op Suðuroy woonde, maar klaarblijkelijk afkomstig was van de Hebriden of het Isle of Man.
Bijna nergens op de Faeröer is het dramatische landschap van zo nabij te beleven als langs de steile rotskust aan de zuidwestzijde van het eiland in de omgeving van de berg Beinisvørð. In de maanden juni en juli kunnen vooral ook vogelaars hier hun hart ophalen aan het Faeröerse vogelleven.

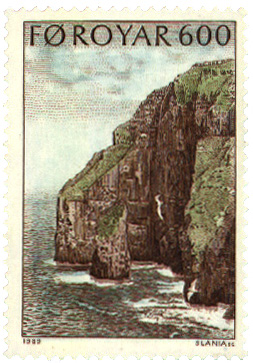
De vogelrots Ásmundarstakkur in het uiterste noorden van Suðuroy

Een geologische bijzonderheid op de overigens grondstofarme eilandengroep, is het voorkomen van steenkoolreserves op Suðuroy. In de omgeving van Hvalba in het noordwesten van het eiland is de enige mijn van de archipel. Onder deze steenkoollaag bevindt zich het oudste basaltgesteente van de eilanden. Hieruit bestaat ook het zuiden van het eiland. Inmiddels is bekend dat zich hier onder het continentaal plat aardolie- en aardgasreserves bevinden. Met opbrengsten van de voorgenomen ontsluiting van deze reserves hebben de Faeröer zich eind jaren 90 rijk gerekend en de volledige onafhankelijkheid van Denemarken leek onder handbereik. Hoewel het nog steeds mogelijk is dat met booreilanden voor de kust van Suðuroy een deel van deze olie zal worden gewonnen, lijkt sinds de economische crisis van 2008 een zelfstandige Faeröerse staat verder weg dan ooit.
Hoogste berg is de Gluggarnir (610 m), er zijn 55 bergtoppen op het eiland.

## Verlaten nederzettingen
In de loop der tijd is het bevolkingstal van het eiland aan sterke schommelingen onderhevig geweest. Voor de pestepidemie van 1349-1350 stond het inwonertal op een hoogtepunt. De nederzetting Akrarbyrgi aan de zuidpunt van het eiland werd vlak nadien verlaten doordat er zoveel inwoners aan de 'zwarte dood' en de hierop volgende klimaatverslechtering ten prooi waren gevallen. Volgens de legende zouden de inwoners van Hørg (in Sumba) van de bevolking van Akrarbyrgi afstammen. Zie ook Akrabjerg.
Halverwege de 20e eeuw werden er nog twee nieuwe nederzettingen gesticht. Tjaldavík lag aan een baai ten oosten van Øravík en Fámará lag in een dal ten westen van Vágur. Beide dorpen zijn echter alweer verlaten door de bewoners. Aan het eind van de jaren 90 werd de oude nederzetting Víkarbyrgi verlaten. De 'eilandhoofdstad' Tvøroyri heeft vanaf de jaren 50 veel inwoners uit kleinere dorpen aangetrokken. In kleinere dorpen wonen veelal vrijwel alleen nog ouderen.

## Bevolking, taal en cultuur
De Faeröerders van Suðuroy noemen zichzelf Suðuroyingar (enkelvoud: Suðuroyingur).
De enigszins afgezonderde ligging van het eiland heeft ervoor gezorgd dat hier een apart dialect van het Faeröers is ontstaan. De zgn. Faeröerse verscherping (het meer frontaal in de mond uitspreken van klinkers en diftongen dan voorheen, vgl. het Engelse woord man, dat als [mæn] en niet als [mʌn] wordt uitgesproken) is hier niet doorgedrongen en dus heet Jógvan hier [ˈjɔgvan] en niet [ˈjɛgvan] zoals op de rest van de eilanden.
De plaatsnamen uit het uiterste zuiden van het eiland zijn aantoonbaar van Keltische oorsprong en het is vrijwel zeker dat Ierse monniken zich hier als eersten vestigden.
Verder wordt van de bewoners van Suðuroy ook wel gezegd dat het een bijzonder slag mensen is. Van oudsher zijn het zeelieden en vissers die zichzelf een andere aard toeschrijven dan die van de rivaliserende 'landrotten' op de noordelijke eilanden, die zich meer op de landbouw hebben toegelegd.
Suðuroy is een bolwerk van de Faeröerse sociaaldemocratische partij Javnaðarflokkurin. Bekende partijleden zijn onder meer Petur Mohr Dam en diens zoon Atli P. Dam.

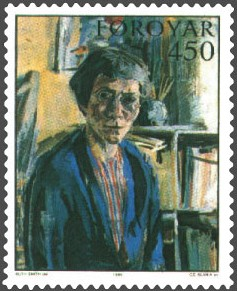
Ruth Smith: Zelfportret. Smith verdronk in 1958 bij het zwemmen in de fjord Vágsførður bij haar woonplaats en wordt niet alleen als een van de belangrijkste Faeröerse kunstenaars beschouwd, maar zelfs van geheel Scandinavië.

In de omgeving van Sumba bij de zuidpunt van het eiland houdt men de traditie van de Faeröerse rondedans nog in ere. De dichter Poul F. Joensen (1898-1970) is ook afkomstig uit Sumba. Zijn werk maakt onderdeel uit van de dichttraditie die het dorp van oudsher kent en zijn satires zijn vandaag nog zeer geliefd bij de Faeröerders.
De schilderes Ruth Smith (1913-1958) uit Vágur is binnen en buiten de Faeröer bekend. Haar zelfportretten worden tot de belangrijkste Scandinavische werken uit de 20e eeuw gerekend. In Vágur staat het Ruth Smith Museum.
De bouw van de traditionele Faeröerse sloep is het belangrijkste overgeleverde ambacht. Op dit moment geldt de Naddoddur uit Tvøroyri als grootste Faeröerse sloep. Tvøroyri staat ook bekend als de plaats van oorsprong van het Faeröerse voetbal. Al in 1889 werd hier voor het eerst in wedstrijdverband gevoetbald en TB Tvøroyri uit 1892 was de eerste voetbalvereniging van het land.

## Verkeersverbindingen en toerisme

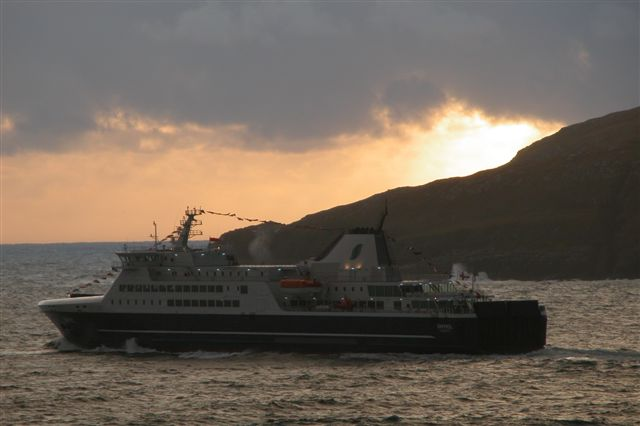
Smyril V

Naar Suðuroy vaart vanuit Tórshavn de veerboot Smyril.
In oktober 2005 is er een nieuwe veerboot in de vaart genomen, de Smyril V. De vaartijd tussen Tórshavn en Tvøroyri wordt hierdoor met een half uur ingekort.
De overtocht duurt bijna anderhalf uur en gaat langs de kust van Streymoy, Sandoy en de kleinere eilanden Stóra en Lítla Dímun voor het schip in de Tróngisvágs-fjord afmeert.
Het eiland wordt relatief weinig door buitenlandse toeristen bezocht, omdat de reis vooral per schip gaat en veel van de overige eilanden onderling verbonden zijn met bruggen en tunnels. Doordat het eiland vrij groot is en vanwege het indrukwekkende landschap is Suðuroy echter een geliefd vakantiegebied onder de Faeröerders zelf.
Het wegennet van Suðuroy is goed en uitgebreid. Oorspronkelijk gingen de wegen met veel haarspeldbochten door de bergen en langs de kust. Die routes zijn door het boren van enkele tunnels alleen nog toeristisch interessant. Een goede tweebaansweg verbindt beide uiteinden van het eiland.